# Zavadilka (Budětsko)
Zavadilka je malá vesnice, část obce Budětsko v okrese Prostějov. Nachází se asi 1 km na západ od Budětska. Prochází zde silnice II/366 a silnice II/448. V roce 2009 zde bylo evidováno 25 adres. V roce 2001 zde trvale žilo 46 obyvatel.
Zavadilka leží v katastrálním území Budětsko o výměře 5,81 km2.

## Historie
První písemná zmínka o obci pochází z roku 1784.

## Obyvatelstvo

### Struktura
Vývoj počtu obyvatel za celou obec i za jeho jednotlivé části uvádí tabulka níže, ve které se zobrazuje i příslušnost jednotlivých částí k obci či následné odtržení.
| Místní části   | Místní části   | 1869 | 1880 | 1890 | 1900 | 1910 | 1921 | 1930 | 1950 | 1961 | 1970 | 1980 | 1991 | 2001 | 2011 |
| -------------- | -------------- | ---- | ---- | ---- | ---- | ---- | ---- | ---- | ---- | ---- | ---- | ---- | ---- | ---- | ---- |
| Počet obyvatel | část Zavadilka | 269  | 275  | 298  | 286  | 277  | 292  | 111  | 74   | 67   | 63   | 56   | 46   | 46   | 33   |
| Počet domů     | část Zavadilka | 46   | 50   | 50   | 51   | 51   | 52   | 22   | 24   | 0    | 17   | 16   | 21   | 23   | 13   |

## Pamětihodnosti
- Kaplička se zvonicí